# Archivio fotografico Gianni Saracchi
L'archivio fotografico Gianni Saracchi, intitolato allo storico fotografo omonimo, è un museo del comune di Corbetta (MI) ospitato nel municipio locale e consultabile su prenotazione.

## Storia
L'archivio, costituito nel 1996, comprende tutte le fotografie scattate in cinquant'anni di attività dal fotografo corbettese Giovanni Gianni Saracchi (6 maggio 1926 - 22 gennaio 2018) che ha saputo raccontare la città di Corbetta nei suoi momenti istituzionali e negli attimi di vita popolare (in totale circa 400.000 negativi).
Attivo sino all'ultimo, il fotografo decise però nel 1996 di vendere il proprio materiale al comune di Corbetta, il quale gli ha intitolato questo archivio che ha preso sede all'interno della Villa Frisiani Olivares Ferrario che dal 1980 ospita il municipio.
Il materiale raccolto varia dalla fine degli anni '40 sino al momento di cessione dell'archivio all'amministrazione. Alla morte del fotografo, l'archivio è stato ampliato con l'ultima parte delle fotografie dell'autore, le più recenti.
Dal 1998 è stato avviato un lavoro completo di catalogazione ed archiviazione del materiale, che è stato inoltre completamente informatizzato dal 2004 in oltre 4.000 schede che rendono più facile la consultazione, che è possibile via internet. Dal 2012 la gestione dell'archivio è stata spostata presso la biblioteca comunale.
Con la scomparsa di Saracchi nel 2018, l'archivio ha visto musealizzarsi definitivamente la propria collezione.

## Il museo
L'archivio Saracchi comprende circa 400.000 negativi (di cui 500 lastre di vetro), 6.200 positivi, 2.300 diapositive, il tutto sia in bianco e nero sia a colori, oltre a del materiale filmico, a macchine fotografiche ed attrezzature, pubblicazioni sulla fotografia e sulla storia di Corbetta. Esso comprende anche fotografie di epoche precedenti aventi sempre per soggetto Corbetta, collezionate da Gianni Saracchi ed unite alla sua collezione, rilevate dal fotografo Pusceddu e scattate tra la fine dell'Ottocento e la fine degli anni '30.
Le immagini popolari sono perlopiù commissioni di privati e riprendono pertanto avvenimenti della vita quotidiana del paese (battesimi, matrimoni, funerali), nonché eventi di interesse collettivo e religioso, le attività industriali, artigianali e produttive della Corbetta dell'epoca.